# وليم سيبروك
ويليام بوهلر سيبروك (22 فبراير 1884 - 20 سبتمبر 1945) عالم في السحر والتنجيم ومستكشف ورحالة وصحفي وكاتب أمريكي، ولد في وستمنستر بولاية ماريلاند. بدأ حياته المهنية كمراسل ومحرر لصحيفة أوغوستا كرونيكل في جورجيا، وعمل في صحيفة نيويورك تايمز، وأصبح فيما بعد شريكًا في وكالة إعلانات في أتلانتا. وهو معروف بكتاباته ومشاركته في أكل لحوم البشر.
يعتبر كتاب سيبروك الصادر عام 1929 بعنوان الجزيرة السحرية، والذي يوثق تجاربه مع الفودو الهايتي في هايتي، أول عمل شعبي باللغة الإنجليزية يصف مفهوم الزومبي. من آثاره أيضًا: «مغامرات في جزيرة العرب».

## روابط خارجية
- وليم سيبروك على موقع إن إن دي بي (الإنجليزية)